# Willy E. Baumgartner
Willy E. Baumgartner (* 7. September 1920; † 23. November 2016; heimatberechtigt in Malters) war ein Schweizer Physiker und Professor an der ETH Zürich.

## Leben
Willy Baumgartner studierte Physik, Mathematik und Chemie an der Universität Bern und promovierte 1946. Anschliessend arbeitete er am Institut für Technische Physik bzw. Institut für Angewandte Physik der ETH Zürich, wo er 1966 zum Assistenzprofessor für Technische Physik berufen wurde. Im Jahr 1972 wurde er zum ausserordentlichen Professor gewählt und schliesslich 1979 zum ordentlichen Professor befördert. 1985 wurde er emeritiert.

## Forschung
Baumgartner beschäftigte sich mit der Oberflächenphysik im weitesten Sinne. Sein Forschungsschwerpunkt lag auf der Physik der dünnen Schichten und Grenzflächen. Besondere Verdienste erwarb er sich bei der Entwicklung von hochempfindlichen Photozellen und Sekundärelektronenvervielfachern. In den frühen Zeiten der Kernphysik galt es als Privileg, einen von ihm entwickelten Photovervielfacher zu erhalten. Sein Kanalelektronenvervielfacher zählte zu den unentbehrlichen Werkzeugen in der Teilchendetektion.

## Publikationen (Auswahl)
- Zur Verflüssigung von Gaskugeln. Diss. phil. nat. Bern 1945. In: Helvetica Physica Acta. Bd. 18, 1945, Nr. 3, S. 167–194, doi:10.5169/seals-111603.
- Neues Kurzwellen-Funksystem für das niederländische Heer. In: Pionier, Zeitschrift für die Übermittlungstruppen, Bd. 51, 1978, Nr. 5, S. 5–7 doi:10.5169/seals-562323.